# Lincoln Home National Historic Site
Lincoln Home National Historic Site preserva a casa de Springfield, Illinois e distrito histórico relacionado onde Abraham Lincoln viveu de 1844 a 1861, antes de se tornar o 16º presidente dos Estados Unidos. O memorial presidencial inclui os quatro quarteirões que cercam a casa e um centro de visitantes.

## Local histórico
Em 1837, Lincoln mudou-se para Springfield de New Salem no início de sua carreira de advogado. Ele conheceu sua esposa, Mary Todd, na casa de sua irmã em Springfield e se casou lá em 1842.
A casa histórica na 413 South Eighth Street, na esquina da Jackson Street, comprada por Lincoln e sua esposa em 1844, foi a única casa que Lincoln já teve. Três de seus filhos nasceram lá e um, Eddie, morreu lá. A casa contém doze quartos distribuídos por dois andares. Durante o tempo em que viveu aqui, Lincoln foi eleito para a Câmara dos Representantes em 1846 e eleito presidente em 1860.
O filho de Lincoln, Robert Todd Lincoln, doou a casa da família para o Estado de Illinois em 1887, sob a condição de que seria para sempre bem mantida e aberta ao público sem nenhum custo. Isso veio como resultado de inquilinos que cobravam daqueles que queriam visitar a casa de Lincoln e que muitos inquilinos tendiam a deixar a casa em mau estado. A casa foi designada Marcos Histórico Nacional em 19 de dezembro de 1960 e automaticamente listada no Registro Nacional de Lugares Históricos em 15 de outubro de 1966. A casa e o distrito adjacente tornaram-se um Sítio Histórico Nacional em 18 de agosto de 1971 e são de propriedade e administrados pelo Serviço Nacional de Parques.

### Outras estruturas

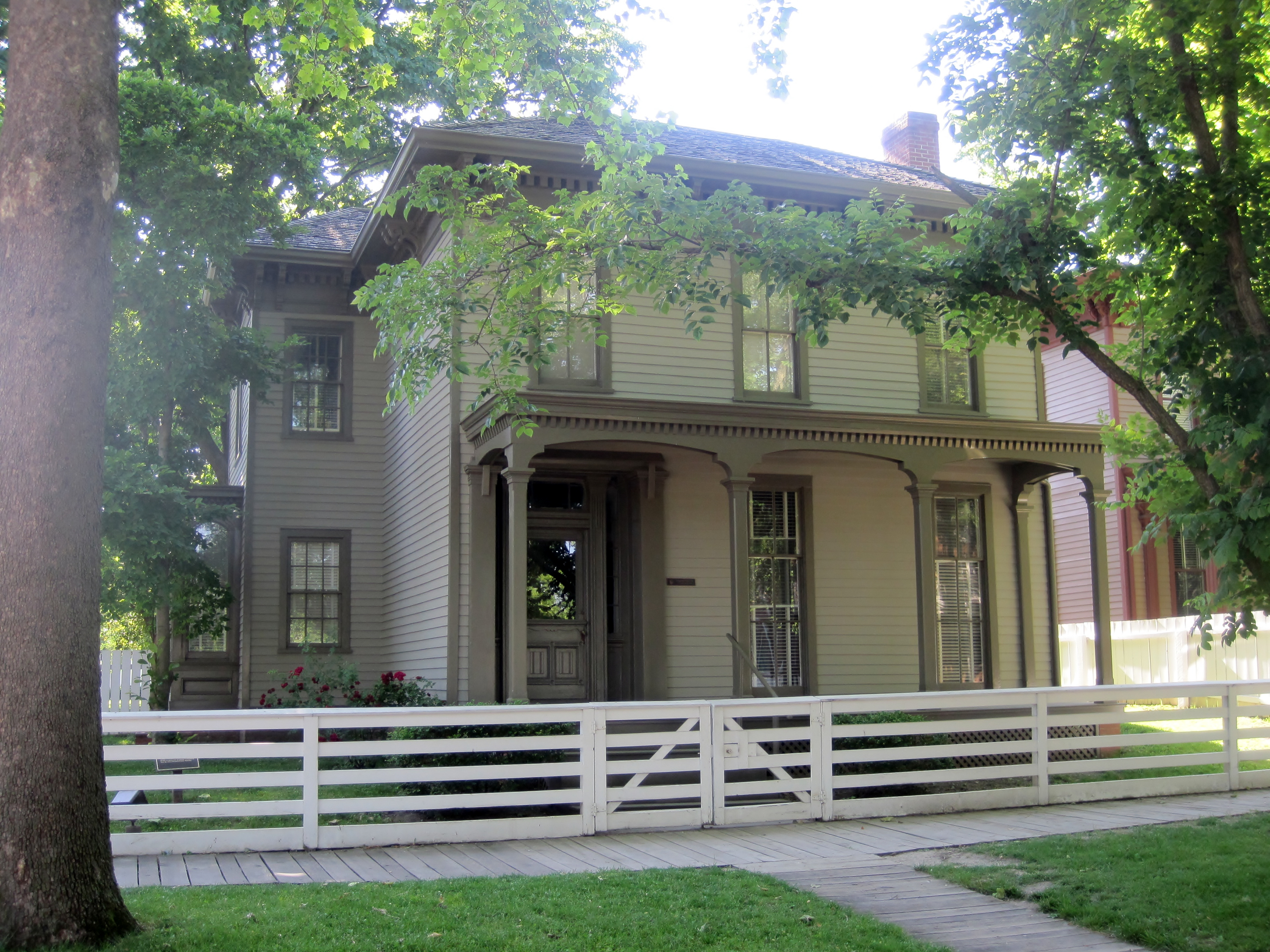
O pai de Julius Rosenwald comprou a Lyon House em 1868

Junto com a Lincoln Home, várias outras estruturas dentro da área de quatro quarteirões também são preservadas. Todas as casas foram restauradas à sua aparência durante o tempo em que Lincoln viveu no bairro.
Samuel Rosenwald comprou a Lyon House na Eighth Street em frente à casa de Lincoln em 1868. O filho de Samuel, Julius Rosenwald, tornou-se presidente da Sears Roebuck and Company e um grande filantropo; a Lyon House foi a casa de infância de Julius. Uma placa foi revelada quando a casa foi renomeada em sua homenagem em 2020.

## Vizinhança
Nas proximidades, em Springfield, está o Old State Capitol, onde Lincoln serviu como legislador estadual, o prédio que abrigou os escritórios de advocacia de Lincoln e seu parceiro William Herndon de 1844 a 1852, e o Lincoln Depot de onde Lincoln deixou a cidade para sua posse em 1861.